# Will Dohm

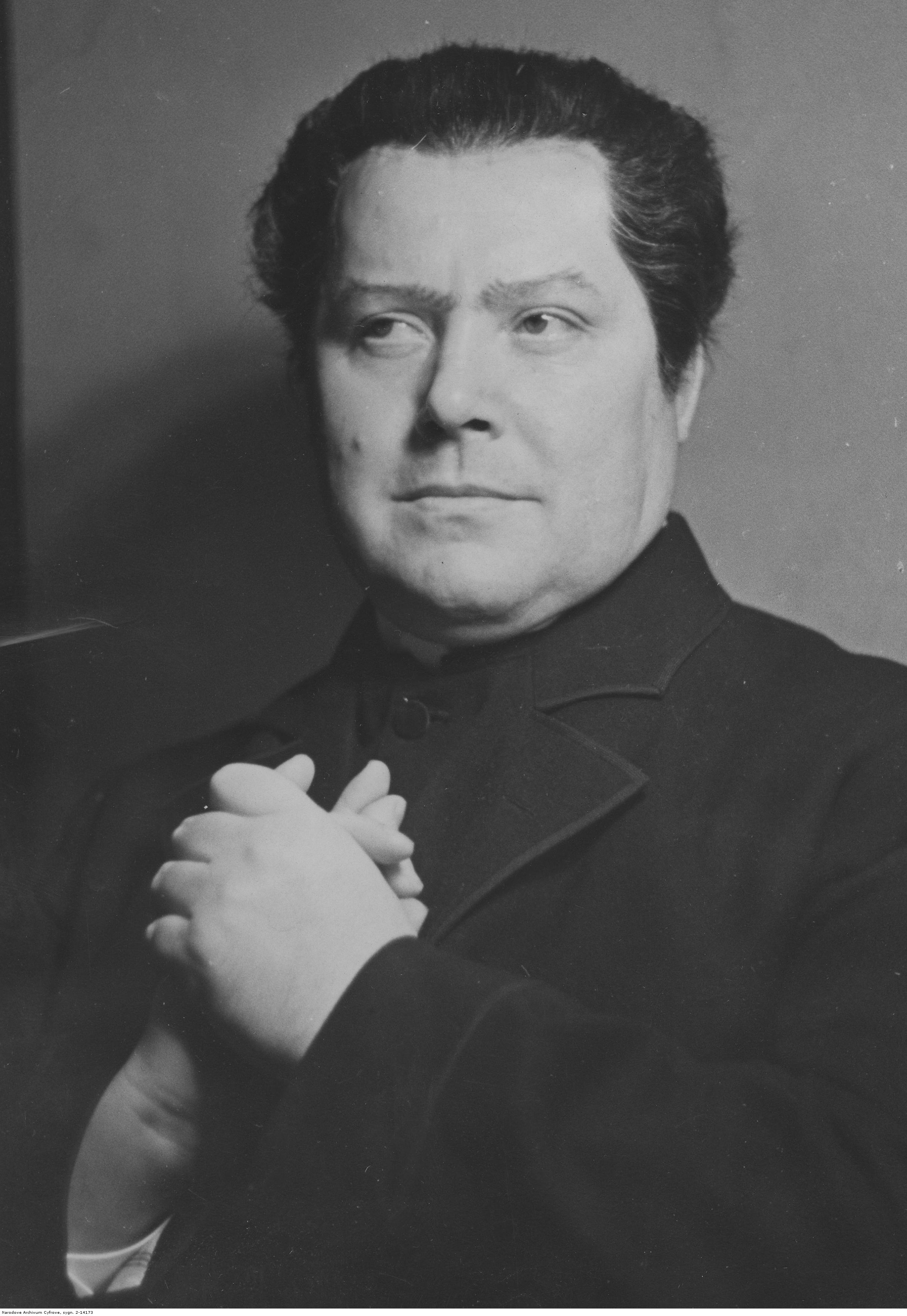
Will Dohm, 1940

Wilhelm „Will“ Dohm (* 8. April 1897 in Köln-Dellbrück; † 28. November 1948 in München) war ein deutscher Schauspieler.

## Leben

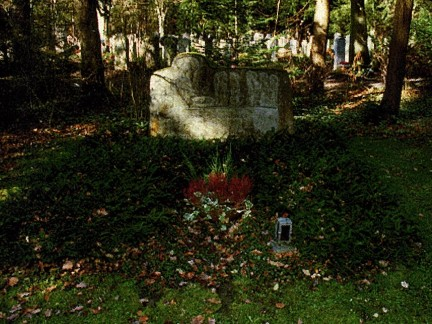
Grabstätte von Will Dohm

Seine Eltern waren der Postbeamte Wilhelm Dohm und dessen Ehefrau Wilhelmine, geborene Schaaf. Er wuchs in Wiehl auf und schloss 1914 das humanistische Gymnasium in Köln mit dem Notabitur ab.
Nach Ende des Ersten Weltkrieges arbeitete Dohm zunächst als Bankangestellter in Köln und nahm zeitgleich privaten Schauspielunterricht beim damaligen Schauspieldirektor Georg Kiesau. Sein Debüt hatte er 1921 beim Stadttheater in Mühlhausen in Thüringen. Danach folgten  Bühnenstationen in Aachen, Köln und Stuttgart. Schließlich wechselt er 1926 nach  München zu den Kammerspielen.
Bis 1937 blieb Dohm an den Münchner Kammerspielen engagiert. Er spielte hier unter anderem Franz Moor in Die Räuber, Leguerche in Georg Kaisers Oktobertag (1928, Regie: Otto Falckenberg) und Alexander in Rauhnacht (1931). 1937 bis 1945 war er beim Staatstheater Berlin beschäftigt. Hier verkörperte er unter anderem 1937 Sosias in Amphitryon (Regie: Lothar Müthel) und mit großem Erfolg 1941 Falstaff in Die lustigen Weiber von Windsor (Regie: Gustaf Gründgens). Dohm stand 1944 in der Gottbegnadeten-Liste des Reichsministeriums für Volksaufklärung und Propaganda.
Nach 1945 kehrte er wieder an die Münchner Kammerspiele zurück.
1928 gab Dohm sein Filmdebüt in zwei Inszenierungen Karl Grunes. 1932 spielte er im Tonfilm-Remake dieses Films (Kreuzer Emden) neben jungen und ebenfalls noch unbekannten Kollegen wie O. E. Hasse und Helmut Käutner. Es folgten Rollen in Produktionen wie Curtis Bernhardts Sciencefiction-Film Der Tunnel, der Komödie Allotria (neben Heinz Rühmann) und dem Drama Tanz auf dem Vulkan (mit Gustaf Gründgens als Hauptdarsteller).
In den meisten seiner über 50 Filme verkörperte Dohm komische Charaktere, überzeichnete Sympathieträger und Bufforollen, so auch in seiner letzten Rolle als Theaterdirektor Michel Falke in Géza von Bolvárys Operettenadaption Die Fledermaus (1946).
Daneben arbeitete er als Sprecher für den Hörfunk (u. a. Hans Sonnenstössers Höllenfahrt, RRG 1937) und die Filmsynchronisation, wobei er seine Stimme u. a. Lionel Barrymore (Lebenskünstler) und Oliver Hardy (Ritter ohne Furcht und Tadel/ Way Out West, deutsche Fassung 1937) lieh.
Will Dohm war seit 1937 mit der Schauspielkollegin Heli Finkenzeller verheiratet, mit der er zwei Kinder, einen Sohn und eine Tochter, hatte. Die gemeinsame Tochter Gaby Dohm ist ebenfalls als Schauspielerin tätig.
Nachdem er aus gesundheitlichen Gründen an der Filmkomödie Der Apfel ist ab von Helmut Käutner nicht mitwirken konnte, starb Dohm am 28. November 1948 im Alter von nur 51 Jahren an einer schweren Herzerkrankung in einem Münchner Krankenhaus. Die Erkrankung hatte er sich im Herbst 1947 bei seinem letzten Auftritt in Berlin zugezogen.
Will Dohm wurde auf dem Waldfriedhof München beigesetzt.

## Filmografie
- 1928: Marquis d’Eon, der Spion der Pompadour
- 1929: Waterloo
- 1929: Spuren im Schnee
- 1929: Bruder Bernhard
- 1932: Peter Voß, der Millionendieb
- 1932: Kreuzer Emden
- 1933: Der Tunnel
- 1934: Der Flüchtling aus Chicago
- 1935: Barcarole
- 1935: Der Gefangene des Königs
- 1935: Die klugen Frauen (La kermesse héroïque)
- 1936: Donogoo Tonka
- 1936: Allotria
- 1936: Maria, die Magd
- 1936: Wenn wir alle Engel wären
- 1936: Fridericus
- 1937: Krach und Glück um Künnemann
- 1937: Gefährliches Spiel
- 1937: Versprich mir nichts!
- 1937: Gabriele eins, zwei, drei
- 1938: Das Mädchen mit dem guten Ruf
- 1938: Tanz auf dem Vulkan
- 1938: Nanu, Sie kennen Korff noch nicht?
- 1938: Eine Frau fürs Leben
- 1938/50: Preußische Liebesgeschichte
- 1939: Kennwort Machin
- 1939: Opernball
- 1939: Sommer, Sonne, Erika
- 1939: Bel Ami
- 1939: Morgen werde ich verhaftet
- 1939: Wer küßt Madeleine?
- 1939: Kennwort Machin
- 1940: Kora Terry
- 1940: Zwischen Hamburg und Haiti
- 1941: Mein Leben für Irland
- 1941: Frau Luna
- 1941: Der Gasmann
- 1941: Das andere Ich
- 1941/49: Alles aus Liebe
- 1942: Die Sache mit Styx
- 1942: So ein Früchtchen
- 1943: Altes Herz wird wieder jung
- 1943: Das Bad auf der Tenne
- 1943: Fritze Bollmann wollte angeln
- 1943: Reise in die Vergangenheit
- 1943: Der weiße Traum
- 1943: Großstadtmelodie
- 1943: Ein Mann für meine Frau
- 1943: Die Hochstaplerin
- 1943: Die kluge Marianne
- 1944: Das Lied der Nachtigall
- 1944: Der Meisterdetektiv
- 1944: Es lebe die Liebe
- 1944: Es fing so harmlos an
- 1944/46: Die Fledermaus
- 1944/52: Das Mädchen Juanita
- 1945: Der Fall Molander
- 1945: Das Leben geht weiter